# Ельцина, Зинаида Яковлевна
Зинаида Яковлевна Ельцина (1854 год — 1943 год) — врач, первая женщина-сифилидолог в России. Герой Труда.

## Биография
В 1881 году окончила Высшие женские медицинские курсы при Медико-хирургической академии в Санкт-Петербурге. С 1882 года — врач Калинкинской больницы. В 1885—1886 года — ассистентка на кафедре сифилидологии Высших женских медицинских курсов. Проходила врачебную практику под руководством профессора-сифилидолога В. М. Тарновского. С 1890 года — заведующая женской амбулаторией в Калинкинской больнице. В это же время работала в кабинете В. М. Тарновского и в Елизаветинской детской больнице. Вела бесплатный приём рабочих на Выборгской стороне. В период с 1882 по 1888 года совершала неоднократные научные поездки в Тульскую губернию для изучения и лечения сифилиса среди местных крестьян. В 1882—1883 годах — земской врач в Крапивинском уезде Тульской губернии. В 1883 году во время изучения осмотрела 1370 крестьянских семей.
В течение восьми лет с 1885 года заведовала смотровым пунктом во время проведения Нижегородской ярмарки. В 1886—1887 годах — лектор по сифилидологии и дерматологии на попечительских курсах сестёр Красного Креста. Совершала многочисленные поездки по странам Европы, где проходила стажировку и читала лекции по сифилидологии.
С начала XX века занималась изучением распространения сифилиса среди детей, организацией медицинской и социальной помощи для больных детей-сифилитиков. С 1909 года — заведующая медицинской частью амбулаторного пункта «Помощь детям — наследственным сифилитикам». В 1918 году избрана членом венерологического совета, высшего органа по борьбе с венерическими заболеваниями в РСФСР. В 1920 году организовала 1-ю отдельную детскую кожно-венерическую больницу и школу-санаторий для детей-сифилитиков при этой больнице. Была главврачом этого врачебного учреждения.
17 сентября 1928 года решением Всероссийского Центрального Исполнительного Комитета Совета была удостоена почётного звания Герой Труда «за исключительные заслуги в области здравоохранения, в частности за громадную работу по борьбе с венерическими заболеваниями». После получения звания городские власти Ленинграда выделили ей квартиру в доме № 14 на Дворцовой набережной.
Умерла в Крыму от голода во время оккупации в 1943 году.

## Сочинения
- Ельцина З. Я. // Практ. врач . — 1906. — Т 42 . — С .711.
- Из наблюдений над распространением сифилиса среди крестьянского населения (1882)
- Ельцина З. Я. // Врач . — 1882 . — № 50 . — С . 843—844 .
- Ельцина З. Я. // Врач . — 1884 . — № 8 .- С . 114 .
- Ельцина З. Я. // Протоколы секции сифилидологии на Первом Пироговском съезде русских врачей 1885 г. в Санкт-Петербурге/ Сост. М . Чистяков . — СПб . , 1886 . — С. 17 .
- Ельцина З. Я. // Врач . — 1889 . — № 13 . — С . 311—312 .
- Хроника и мелкие известия // Рус . врач . — 1903 . — № 10 . — С . 394 .
- Хроника и мелкие известия // Рус . врач . — 1902 . — № 6 . — С . 239 .
- Ельцина З. Я. // Практ. врач . — 1904. — № 19 . — С . 489—491.
- Хроника и мелкие известия // Рус врач — 1913 — № 2 — С 69